# Грдун
Грдун (хорв. Grdun) — населений пункт у Хорватії, у Карловацькій жупанії у складі міста Озаль.

## Населення
Населення за даними перепису 2011 року становило 136 осіб.
Динаміка чисельності населення поселення: